# Maryja Winakurawa
Maryja Michajłauna Winakurawa (biał. Марыя Міхайлаўна Вінакурава, ros. Мария Михайловна Винокурова, Marija Michajłowna Winokurowa; ur. 27 czerwca 1939 w Broży w rejonie bobrujskim) – białoruska polityk i inżynier; w roku 1996 deputowana do Rady Najwyższej Republiki Białorusi XIII kadencji, w latach 1996–2004 deputowana do Izby Reprezentantów Republiki Białorusi I i II kadencji.

## Życiorys

### Młodość i praca
Urodziła się 27 czerwca 1939 roku we wsi Broża, w rejonie bobrujskim obwodu mohylewskiego Białoruskiej SRR, ZSRR. W 1967 roku ukończyła Kaliniński Instytut Politechniczny, uzyskując wykształcenie inżyniera budownictwa. Pierwsza jej praca polegała na suszeniu w Bobrujskiej Wytwórni Cegieł. W latach 1959–1961 pracowała jako mistrzyni na wydziale łupkowo-garncarskim w Bobrujskim Miejskim Kombinacie Przemysłowym. W latach 1961–1979 pracowała kolejno jako dyspozytorka, inżynier w dziale produkcyjnym, zastępczyni kierownika wydziału, kierowniczka działu produkcyjno-technologicznego w Bobrujskim Zakładzie Prefabrykatów Żelbetowych Zjednoczenia Budowlanego Nr 13. W latach 1979–1985 była starszą inżynier w fabryce materiałów budowlanych w mieście Darchan w Mongolskiej Republice Ludowej. W latach 1985–1987 pełniła funkcję kierowniczki działu produkcyjnego w Bobrujskim Przedsiębiorstwie Wielkopłytowego Budownictwa Mieszkaniowego. Od 1987 roku była dyrektorką tego przedsiębiorstwa.

### Działalność parlamentarna
W drugiej turze uzupełniających wyborów parlamentarnych 10 grudnia 1995 roku została wybrana na deputowaną do Rady Najwyższej Republiki Białorusi XIII kadencji z Bobrujskiego-Północnego Okręgu Wyborczego Nr 158. 19 grudnia 1995 roku została zarejestrowana przez centralną komisję wyborczą, a 9 stycznia 1996 roku zaprzysiężona na deputowaną. Od 23 stycznia pełniła w Radzie Najwyższej funkcję członkini Stałej Komisji ds. Polityki Socjalnej i Pracy. Była bezpartyjna, należała do popierającej prezydenta Alaksandra Łukaszenkę frakcji „Zgoda”. Od 3 czerwca była członkinią grupy roboczej Rady Najwyższej ds. współpracy z parlamentem Republiki Francuskiej, po czym 23 lipca została przeniesiona do grupy ds. współpracy z Bundestagiem Republiki Federalnej Niemiec. Poparła dokonaną przez prezydenta kontrowersyjną i częściowo nieuznaną międzynarodowo zmianę konstytucji. 27 listopada 1996 roku przestała uczestniczyć w pracach Rady Najwyższej i weszła w skład utworzonej przez prezydenta Izby Reprezentantów Zgromadzenia Narodowego Republiki Białorusi I kadencji. Pełniła w niej funkcję członkini Komisji ds. Międzynarodowych i Kontaktów z WNP. W tym samym miesiącu wraz z deputowaną Maryją Chudą prowadziła rozmowy z częścią parlamentarzystów, którzy odrzucili prezydencką reformę i pozostali wierni dotychczasowej Konstytucji Białorusi z 1994 roku. Zgodnie z nią mandat deputowanej Winakurawej do Rady Najwyższej zakończył się 9 stycznia 2001 roku; kolejne wybory do tego organu jednak nigdy się nie odbyły.
W 2000 roku została deputowaną do Izby Reprezentantów II kadencji z Bobrujskiego-Pierszamajskiego Okręgu Wyborczego Nr 64. Była w niej członkinią tej samej komisji. Wchodziła w skład zjednoczenia deputackiego „Za Związek Ukrainy, Białorusi i Rosji” i grup deputackich „Deputowany Ludowy”, „Jedność” i „Przyjaciele Bułgarii”. Wraz z końcem kadencji w 2004 roku zakończyła działalność parlamentarną.

## Życie prywatne
Maryja Winakurawa jest mężatką.

## Odznaczenia
- Order Honoru[2];
- Medal „Za pracowniczą dzielność” (ZSRR)[1];
- Medal „Weteran pracy” (ZSRR)[1];
- Gramota Pochwalna Rady Najwyższej Białoruskiej SRR[2];
- Gramota Pochwalna Zgromadzenia Narodowego Republiki Białorusi[2];
- Gramota Pochwalna Ministerstwa Budownictwa ZSRR[1];
- Order Olimpijski Narodowego Komitetu Olimpijskiego Republiki Białorusi[2].